# Sturmfahrt
Sturmfahrt ist das siebte Album der deutschen Rockband Eisbrecher. Es war für eine Woche Chartleader in Deutschland im August 2017.

## Titelliste
| #  | Titel                   | Länge |
| -- | ----------------------- | ----- |
| 1  | Was ist hier los?       | 3:33  |
| 2  | Besser                  | 4:19  |
| 3  | Sturmfahrt              | 3:34  |
| 4  | In einem Boot           | 4:56  |
| 5  | Automat                 | 3:44  |
| 6  | Eisbär (Grauzone-Cover) | 3:59  |
| 7  | Der Wahnsinn            | 3:28  |
| 8  | Herz auf                | 3:35  |
| 9  | Krieger                 | 3:30  |
| 10 | Das Gesetz              | 3:43  |
| 11 | Wo geht der Teufel hin? | 3:43  |
| 12 | Wir sind Rock’n Roll    | 3:54  |
| 13 | D-Zug                   | 3:48  |
| 14 | Das Leben wartet nicht  | 4:13  |
| 15 | Wir sind Gold*          | 3:18  |

*erscheint nur in US-Version

## Charts und Chartplatzierungen
| ChartsChartplatzierungen | Höchstplatzierung | Wochen |
| ------------------------ | ----------------- | ------ |
| Deutschland (GfK)        | 1 (10 Wo.)        | 10     |
| Österreich (Ö3)          | 10 (4 Wo.)        | 4      |
| Schweiz (IFPI)           | 8 (4 Wo.)         | 4      |

## Hintergrund
Der Titel Was ist hier los wurde am 23. Juni 2017 als Single ausgekoppelt. Das Album wurde im Jahr 2018 für den Musikpreis Echo im Bereich Rock national nominiert.

## Rezension
- Der Review von laut.de zufolge wird „Sturmfahrt seinem Titel doch weitgehend wieder gerecht.“[5]
- Laut Plattentests.de können „Eisbrecher direkt alles liefern, was bei Fans wie Gegnern Gänsehaut erzeugt“.[6]
- Metal-Hammer.de bezeichnen es als „das bislang beste Album von Eisbrecher“.[7]

## Sturmfahrt Tour
- 29/09/17 – Oberhausen – Germany – Turbinenhalle
- 30/09/17 – Hamburg – Germany – Mehr!Theater
- 01/10/17 – Wiesbaden – Germany – Schlachthof
- 02/10/17 – Stuttgart – Germany – Liederhalle
- 03/10/17 – München – Germany – Zenith
- 05/10/17 – Vienna – Austria – Gasometer
- 06/10/17 – Dresdon – Germany – Alter Schlachthof
- 07/10/17 – Leipzig – Germany – Haus Auensee
- 08/10/17 – Berlin – Germany – Columbiahalle
- 10/10/17 – Saarbrücken – Germany – Garage
- 11/10/17 – Zürich – Switzerland – X-tra
- 13/10/17 – Eindhoven – Netherlands – De Effenaar
- 14/10/17 – Paris – France – Le Trabendo